# Municipio de Creighton
El municipio de Creighton (en inglés: Creighton Township) es un municipio ubicado en el condado de Knox en el estado estadounidense de Nebraska. En el año 2010 tenía una población de 197 habitantes y una densidad poblacional de 2,18 personas por km².

## Geografía
El municipio de Creighton se encuentra ubicado en las coordenadas 42°29′17″N 97°53′16″O / 42.48806, -97.88778. Según la Oficina del Censo de los Estados Unidos, el municipio tiene una superficie total de 90.3 km², de la cual 90,29 km² corresponden a tierra firme y (0,01 %) 0,01 km² es agua.

## Demografía
Según el censo de 2010, había 197 personas residiendo en el municipio de Creighton. La densidad de población era de 2,18 hab./km². De los 197 habitantes, el municipio de Creighton estaba compuesto por el 98,48 % blancos, el 1,02 % eran asiáticos y el 0,51 % eran de una mezcla de razas. Del total de la población el 1,02 % eran hispanos o latinos de cualquier raza.